# Helle Frederiksen (triatlet)
 For alternative betydninger, se Helle Frederiksen. (Se også artikler, som begynder med Helle Frederiksen)
Helle Houmann Frederiksen (født 5. marts 1981 i Odense) er en dansk triatlet og tidligere svømmer. Hun er medlem af klubben TRI4 og var tidligere i Odense Triathlon Klub. Hun har fire gange vundet det danske mesterskaber på den olympiske distance; 1500 meter svømning, 40 km cykling, 10 km løb og to gange på sprintdistancen; 750 meter svømning, 20 km cykling, 5 km løb.
Helle Frederiksen er tidligere svømmer i Struer Svømmeklub og Holstebro Svømmeclub. Hun har vundet flere danske mesterskaber samt en bronze- og en sølvmedalje ved junior-NM.
Hun var fra 1993 til 1999 på svømmelandsholdet henholdsvis årgangs-, junior- og seniorlandsholdet. Hun fik sit gennembrud i svømning i 1995, da hun blev dobbelt dansk mester på 200 og 400 meter medley og blev ved samme lejlighed udtaget til junior-EM.
I 1999 besluttede hun at gå på pension fra elitesport, men efter at have arbejdet som spinningtræner i fem år begyndte hun at savne elitesport og begyndte så småt med triatlon. I 2004 vandt hun en kvindetriathlon, Piger MED Power, i Odense, og i 2005 hun kom på andenpladsen i sprint og på tredjeplads på den olympiske distance på de danske mesterskaber, I 2006 rejste hun til Gold Coast i Australien og begyndte med intensiv træning og vandt samme år det danske mesterskab på olympisk distance. I 2007 vandt hun guldmedalje i både sprint og på den olympiske distance.
Helle Frederiksen har en bachelor i idræt fra Syddansk Universitet (2005) og efter at hun flyttede til Farum har hun taget en Cand.scient.-eksamen i human ernæring på Københavns Universitet (2008).

## ITU / ETU løb
| Dato       | Løb                                                      | Plads                   | Placering |
| ---------- | -------------------------------------------------------- | ----------------------- | --------- |
| 2006-07-15 | European Cup                                             | Holten                  | 10        |
| 2006-08-20 | European Cup                                             | Geneve                  | 9         |
| 2006-09-10 | World Cup                                                | Hamburg                 | 57        |
| 2006-09-17 | European Cup                                             | Kędzierzyn-Koźle        | UDGIK     |
| 2007-05-06 | World Cup                                                | Lissabon                | UDGIK     |
| 2007-05-20 | European Cup                                             | Sanremo                 | 8         |
| 2007-06-30 | Europa Mesterskabet                                      | København               | UDGIK     |
| 2007-07-07 | European Cup                                             | Holten                  | 12        |
| 2007-07-22 | World Cup                                                | Kitzbühel               | 38        |
| 2007-08-05 | European Cup                                             | Egirdir                 | Bronze    |
| 2007-08-11 | World Cup                                                | Tiszaújváros            | 31        |
| 2007-09-01 | Verdensmesterskabet                                      | Hamburg                 | 52        |
| 2007-09-09 | European Cup                                             | Kędzierzyn-Koźle        | 13        |
| 2008-07-13 | World Cup                                                | Tiszaújváros            | 5         |
| 2008-07-27 | European Cup                                             | Poznan                  | Guld      |
| 2008-08-10 | European Cup                                             | Karlsbad (Karlovy Vary) | Guld      |
| 2008-08-30 | European Cup                                             | Split                   | Guld      |
| 2008-09-13 | European Cup                                             | Wien                    | 4         |
| 2009-04-05 | European Cup                                             | Quarteira               | Bronze    |
| 2009-05-02 | Verdensmesterskabsserien                                 | Tongyeong               | 21        |
| 2009-06-14 | European and American Cup / Ibero-American Championships | Ferrol                  | Guld      |
| 2009-07-05 | Europa Mesterskabet                                      | Holten                  | 9         |
| 2009-07-12 | Verdensmesterskabsserien                                 | Kitzbühel               | UDGIK     |
| 2009-08-09 | World Cup                                                | Tiszaújváros            | 9         |
| 2009-08-15 | Verdensmesterskabsserien                                 | London                  | UDGIK     |
| 2009-09-26 | European Cup                                             | Mar Menor               | Guld      |
| 2009-10-25 | European Cup                                             | Alanya                  | Sølv      |
| 2009-11-08 | World Cup                                                | Huatulco                | Sølv      |
| 2009-11-21 | Premium European Cup                                     | Eilat                   | Sølv      |
| 2010-05-08 | Verdensmesterskabsserien                                 | Seoul                   | 17        |
| 2010-06-05 | Verdensmesterskabsserien                                 | Madrid                  | UDGIK     |
| 2010-07-03 | Europa Mesterskabet                                      | Athlone                 | 22        |
| 2010-07-10 | World Cup                                                | Holten                  | 15        |
| 2010-08-08 | World Cup                                                | Tiszaújváros            | 7         |

## Danske mesterskaber[1]
- Guld 2009 olympiske distance
- Guld 2008 olympiske distance
- Guld 2008 sprintdistancen
- Guld 2007 olympiske distance
- Guld 2007 sprintdistancen
- Guld 2006 olympiske distance
- Sølv 2006 sprintdistancen
- Bronze 2005 olympiske distance
- Sølv 2005 sprintdistancen